# Drippings of the Past
Drippings of the Past är Pridebowls debutalbum, utgivet 1996 av Bad Taste Records. Från skivan släpptes singeln "The Soft Song".

## Låtlista
1. "Impropreity" - 2:34
2. "Cement Sidewalk" - 2:45
3. "A Lonely Portion" - 1:42
4. "Nine Digit" - 2:19
5. "Cause" - 2:21
6. "Why Not... (They Did)" - 2:53
7. "Throw in the Towel" - 1:53
8. "Booze" - 1:14
9. "Opposition" - 2:02
10. "Memories of You" - 2:07
11. "The Soft Song" - 2:57
12. "Drippings of the Past" - 2:15

## Singlar

### The Soft Song
1. "The Soft Song"
2. "Hate-Wrinkled"
3. "Hope"
4. "Remnants"

### Fotnoter
1. ↑  ”Drippings of the Past”. Discogs.com. http://www.discogs.com/Pridebowl-Drippings-Of-The-Past/release/385581. Läst 31 december 2011.